# Hololeprus
Hololeprus is een kevergeslacht uit de familie van de boktorren (Cerambycidae). De wetenschappelijke naam van het geslacht werd voor het eerst geldig gepubliceerd in 1884 door Gerstaecker.

## Soorten
Hololeprus omvat de volgende soorten:
- Hololeprus sammichelii Villiers, 1972
- Hololeprus variolosus Gerstaecker, 1884